# ISD-Sport-Donetsk/2007
Deze pagina geeft een overzicht van de ISD-Sport-Donetsk wielerploeg in 2007.

## Algemeen
Sponsors: ISD (staalbedrijf)
Algemeen Manager: Igor Poberyy
Ploegleiders: Mykola Myrza, Kateryna Bezsoednaja

## Renners
| Naam                | Geboortedatum | Nationaliteit | Ploeg 2006                       |
| ------------------- | ------------- | ------------- | -------------------------------- |
| Joeri Agarkov       | 08-01-1987    | Oekraïne      | Neo                              |
| Vitalij Kondroet    | 15-02-1984    | Oekraïne      | Neo                              |
| Roman Kononenko     | 13-04-1981    | Oekraïne      | Neo                              |
| Dmytro Kryvtsov     | 03-04-1985    | Oekraïne      | Neo                              |
| Serhij Lahkoeti     | 24-04-1984    | Oekraïne      | Neo                              |
| Vasil Leninitovitsj | 03-07-1972    | Oekraïne      | Neo                              |
| Sergej Minasjkin    | 09-01-1986    | Oekraïne      | Neo                              |
| Rostislav Michajlov | 11-04-1988    | Oekraïne      | Neo                              |
| Maxim Polisjoek     | 15-06-1984    | Oekraïne      | Neo                              |
| Oleksandr Polivoda  | 31-03-1987    | Oekraïne      | Neo                              |
| Vitalij Popkov      | 16-06-1983    | Oekraïne      | Neo                              |
| Volodimir Rybin     | 14-09-1980    | Oekraïne      | C.B. Immobiliare-Universal Caffé |
| Vitali Sjchedov     | 31-07-1987    | Oekraïne      | Neo                              |
| Andriy Suraljov     | 17-07-1986    | Oekraïne      | Neo                              |

2007 · 2008 · 2009 · 2010 · 2011 · 2012 · 2013 · 2014 · 2015 · 2016